# Schwabhausen (Oberbayern)

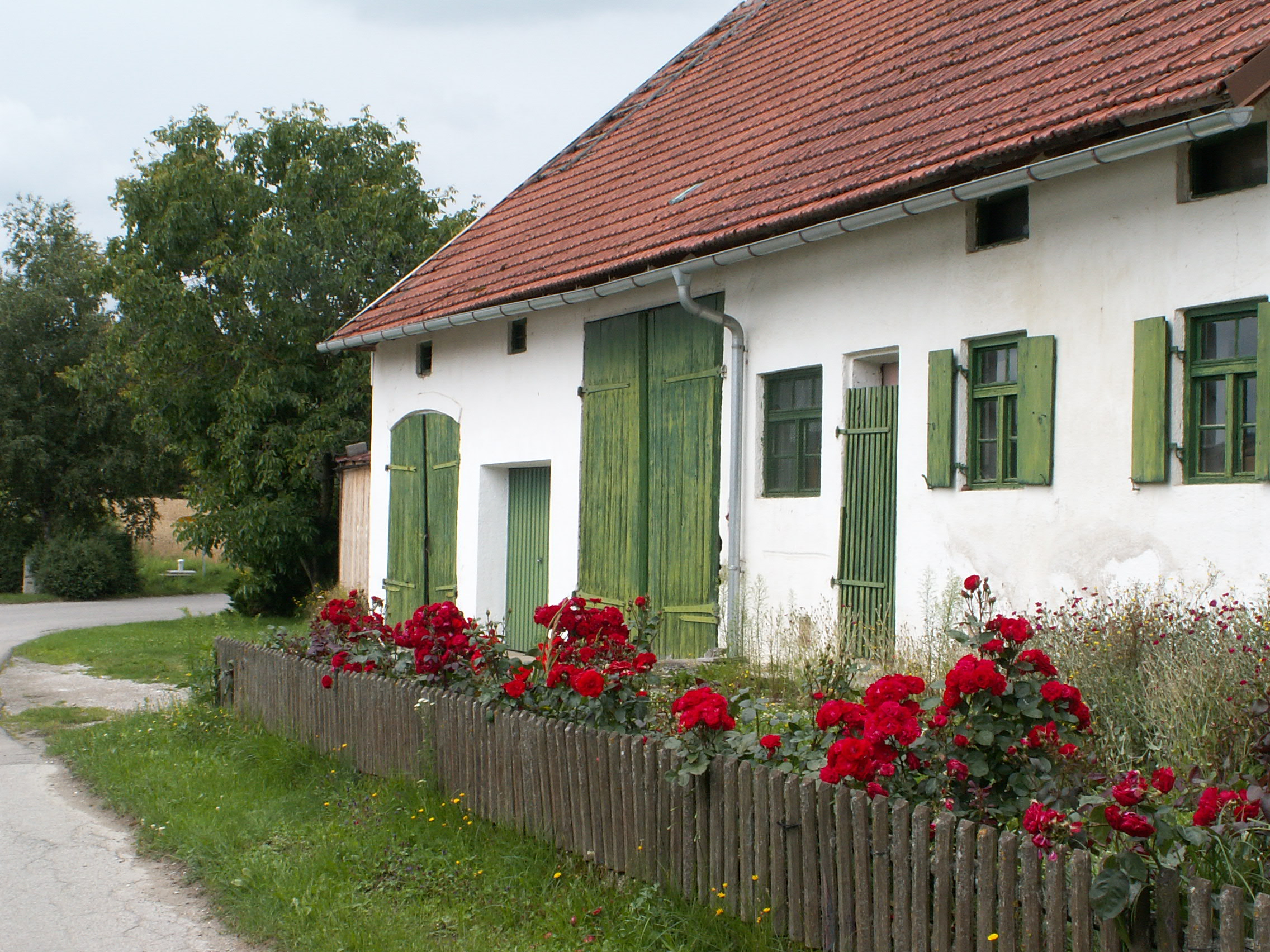
Bäuerliches Anwesen in Machtenstein

Schwabhausen (bis 1981 Schwabhausen b.Dachau) ist eine Gemeinde im oberbayerischen Landkreis Dachau.

## Geographie

### Lage
Der Ort liegt etwa 7,5 km nordwestlich von Dachau. Das Gemeindegebiet und Schwabhausen selbst werden vom Rothbach durchflossen, einem Zufluss der Glonn.

### Gemeindegliederung
Es gibt 16 Gemeindeteile (in Klammern ist der Siedlungstyp angegeben):
- Armetshofen (Einöde)
- Arnbach (Pfarrdorf)
- Edenholzhausen (Einöde)
- Grub (Einöde)
- Kappelhof (Weiler)
- Lindach (Einöde)
- Machtenstein (Kirchdorf)
- Oberroth (Pfarrdorf)
- Puchschlagen (Kirchdorf)
- Rienshofen (Weiler)
- Rothhof (Einöde)
- Rumeltshausen (Kirchdorf)
- Schwabhausen (Pfarrdorf)
- Sickertshofen (Weiler)
- Stetten (Dorf)
- Unterhandenzhofen (Weiler)

## Geschichte

### Vorgeschichte
Im heutigen Gemeindebereich finden sich Zeugnisse vorgeschichtlicher Siedlungstätigkeit in der Form von Grabhügeln im Oberrother Pfarrwald, südwestlich von Edenholzhausen, im „Lindach“, südlich der Verbindungsstraße von Oberroth nach Wiedenzhausen, sowie im „Etzholz“, nordwestlich der Kapelle von Machtenstein. Die Überreste einer Keltenschanze nordwestlich der Kirche von Schwabhausen belegen keltische Siedlungstätigkeit, doch lässt auch dieses „stumme“ Zeugnis nur wenige Aufschlüsse über Umfang und Struktur der keltischen Herrschaft (ca. 500 bis 15 v. Chr.) zu.

### Frühgeschichte
Der Voralpenraum wurde im Jahre 15 v. Chr. durch die Römer erobert und Teil der römischen Provinz Raetia. Die Römer errichteten eine funktionsfähige Infrastruktur mit Siedlungen und Straßen. Durch die Anbindung an eine dieser Nebenstraßen des römischen Imperiums hatte der Raum um Schwabhausen in gewisser Weise direkten Zugang zum römischen Kulturkreis. Der Verlauf der Römerstraße durch den heutigen Gemeindebereich ist nicht gänzlich gesichert. Die Trasse, von Oberföhring über Dachau weiter in Richtung Augsburg verlaufend, dürfte das Gebiet in nordwestlicher Richtung durchquert und unter nördlicher Umgehung der Orte Stetten und Schwabhausen über Großberghofen in die rätische Provinzhauptstadt geführt haben. Wie bei den Römern üblich, war die Straße in einem Abstand von etwa fünf Kilometern von „villae rusticae“, römischen Gutshöfen, gesäumt. Hauptaufgaben dieser Höfe waren Nahrungsmittelproduktion, Versorgung von Truppenkontingenten sowie die Beherbergung von Händlern und Reisenden. Beweise für die Existenz einer derartigen „villa Rustica“ lieferten Funde bei Großberghofen.

### Mittelalter
Der Ortsname „Schwabhausen“ ist quellenmäßig erst um das Jahr 1135 belegbar. Im Jahre 1180 wurde Pfalzgraf Otto von Wittelsbach mit dem Herzogtum Bayern belehnt. Quellen aus dieser Zeit legen eine Straße von München über Dachau und Schwabhausen weiter nach Friedberg und Augsburg in ihrem Mittelabschnitt über wittelsbachisches Allodialgut im Wittelsbacher Land verlief. Die „Obern Tafern“ in Schwabhausen etwa war zunächst herzogliches Lehen, ein deutlicher Beweis für die Bedeutung derartiger „Stationen“ entlang der Straßen. Es war für die Wittelsbacher naheliegend, gerade diese Straße weitmöglichst unter herzoglichen Schutz zu stellen, zumal Zollabgaben eine nicht zu unterschätzende Einnahmequelle darstellten.

### Hoch- und Spätmittelalter
Schwabhausen war Sitz eines 1318 ausgestorbenen Ortsadelsgeschlechts, Besitzer einer Hofmark. Der heutige Gemeindebereich Schwabhausen war dem Landgericht Dachau zugeteilt. Um das Jahr 1500 bestanden zwei Hofmarken (Arnbach und Oberroth), ein Amt (Puchschlagen) und drei Hauptmannschaften (Machtenstein, Rumeltshausen und Schwabhausen). Arnbach ist seit 1442 als Hofmark nachweisbar. Die Besitzer waren von der zweiten Hälfte des 11. Jahrhunderts bis in die Mitte des 13. Jahrhunderts die Edelfreien von Indersdorf-Arnbach, danach die Eisenhofer, seit 1420 die Landsiedler, seit 1480 deren Erben, die Eisenreich und die Urfarer. Der Anteil der Urfarer ging durch Kauf an das Kloster Indersdorf über.
Oberroth gehörte mit Musterung und Harnischbeschau zum Landgericht Dachau, war als Hofmark jedoch dem Kastenamt Aichach zugeteilt. Seit 1392 gehört die Hofmark Herzog Ludwig im Bart von Bayern-Ingolstadt, die Verwaltung für die herzoglichen Besitzer oblag dem Landgericht Aichach. 1532 erscheint Oberroth als ein dem Landgericht Dachau unmittelbar unterstellter Ort.
Bereits 1220 – 1230 war ein Otto Pes (= Fuß), herzoglicher Ministeriale in Puchschlagen begütert. 1639 wurde das Amt Puchschlagen durch das Amt Schwabhausen ersetzt. Seit Ende des 17. Jahrhunderts ist das alte Amt Schwabhausen in die Gebiete Schwabhausen und Welshofen gegliedert.
Die Hofmark Arnbach, 1726 dem Amt Schwabhausen zugehörig, umfasste zwischen 1485 und 1500 insgesamt 19 Anwesen, im Jahre 1726 bereits 52 Anwesen, davon elf halbe Höfe.

### 19. Jahrhundert
Durch das Gemeindeedikt von 1818 entstand die politische Gemeinde. Neben dem Hauptort gehörten der Gemeinde die Ortsteile Armetshofen, Edenholzhausen, Rienshofen, Rothhof und Sickertshofen an.

### 20. Jahrhundert
Im Rahmen der Gemeindegebietsreform wurden am 1. Juli 1971 die Gemeinden Oberroth und Rumeltshausen nach Schwabhausen eingegliedert. Am 1. Januar 1972 folgten Arnbach und Puchschlagen, am 1. Mai 1978 Machtenstein von der aufgelösten Gemeinde Kreuzholzhausen und am 1. Januar 1980 ein Teil mit etwa 10 Einwohnern des Ortes Bergkirchen der gleichnamigen Gemeinde. Der Name der Gemeinde Schwabhausen bei Dachau wurde am 1. Oktober 1981 amtlich in Schwabhausen geändert.

## Einwohnerentwicklung
Zwischen 1988 und 2018 wuchs die Gemeinde von 3964 auf 6494 um 2530 Einwohner bzw. um 63,8 %.

## Politik

### Gemeinderat
Zusammensetzung des Gemeinderates in der Amtszeit 2020–2026 (Wahl vom 15. März 2020):
- CSU 4 Sitze (21,93 %)
- Freie Wähler/FWS: 5 Sitze (23,60 %)
- Unabhängige Bürgervereinigung (UBV): 4 Sitze (22,09 %)
- Bürgerblock Arnbach (BBO): 4 Sitze (18,42 %)
- Liste Oberroth (LO): 3 Sitze (13,97 %)

Die Wahlbeteiligung betrug 66,33 %.

### Bürgermeister
- 1978–1993: Josef Baumgartner (Freie Wähler)
- 1993–2011: Josef Mederer (CSU)
- 2011–2020: Josef Baumgartner (Freie Wähler/Bürgerblock Arnbach)

Seit 1. Mai 2020 ist Wolfgang Hörl Erster Bürgermeister (Liste Bürgerblock Arnbach/Freie Wähler Schwabhausen). Bei der Bürgermeisterwahl 2020 setzte er sich in der Stichwahl um das Bürgermeisteramt in Schwabhausen mit 57,25 Prozent gegen Florian Scherf (CSU) durch.

### Wappen
|  | Blasonierung: „In Blau ein silberner Wolfsrumpf.“ |
|  |                                                   |

### Gemeindepartnerschaften
- Partnerstadt ist Großschwabhausen in Thüringen.

## Kultur und Sehenswürdigkeiten

### Baudenkmäler

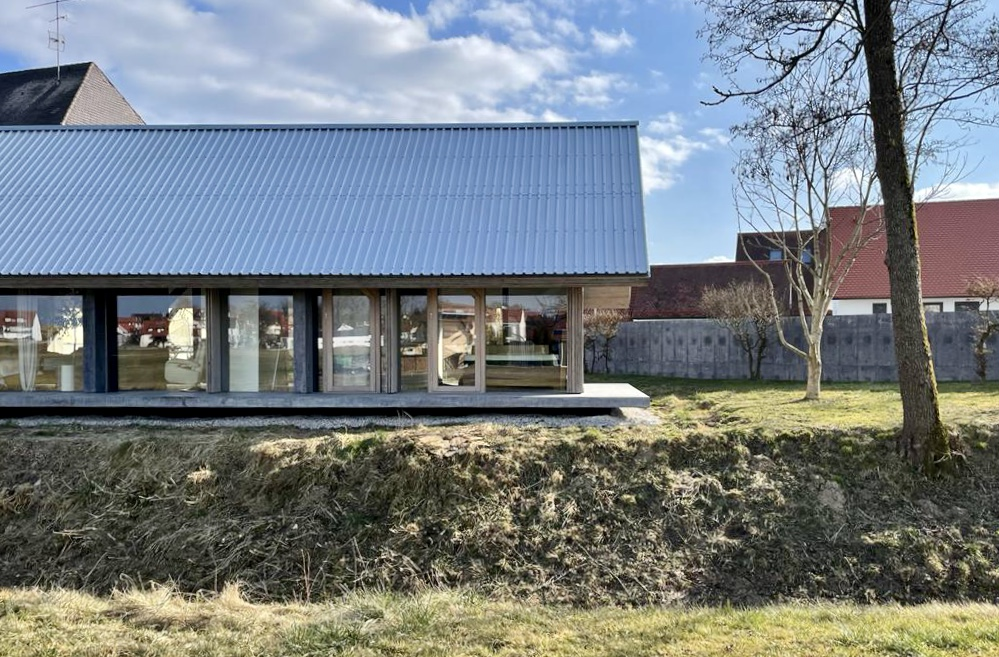
6x60 Haus

- Katholische Pfarrkirche St. Michael
- Katholische Pfarrkirche St. Nikolaus in Arnbach (Pfarrverband Erdweg)
- Katholische Pfarrkirche St. Peter und Paul in Oberroth
- Katholische Filialkirche Unsere Liebe Frau in Machtenstein
- Filialkirche St. Castulus in Puchschlagen
- Kapelle Heilige Dreifaltigkeit in Sickertshofen
- Stalingradkapelle von Sepp Haas
- Schloss Arnbach
- 2021: 6x60 Haus von Tochtermann Wündrich (fotografiert von Mikael Olsson)[14]

### Sport
- TSV Schwabhausen
- TSV Arnbach
- TC Machtenstein
- SC Oberroth

## Wirtschaft und Infrastruktur

### Verkehr

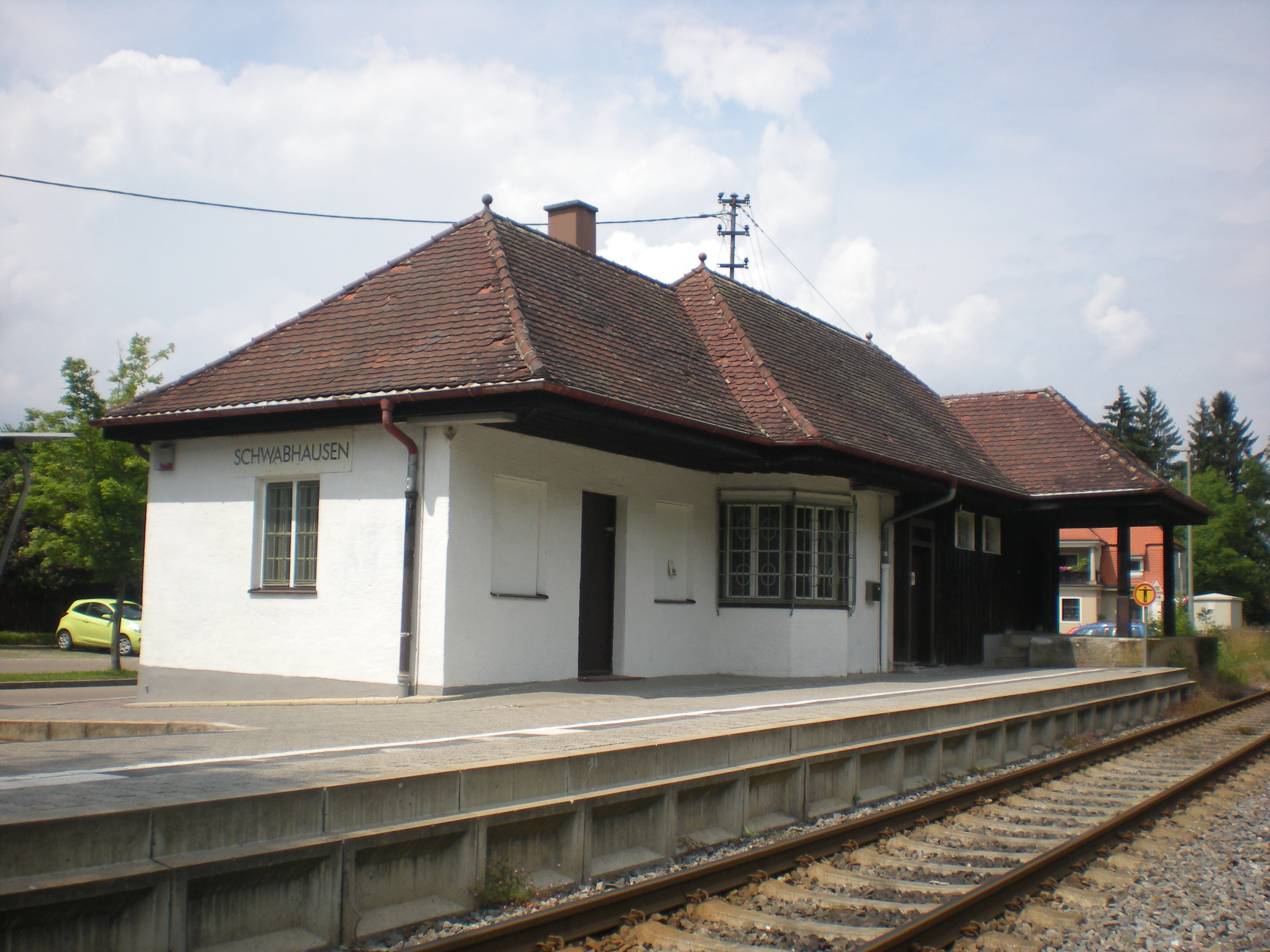
Empfangsgebäude des Bahnhofs Schwabhausen (b Dachau)

Schwabhausen hat eine Landesstraßenanbindung an die Staatsstraße 2047. Außerdem hat die Gemeinde zwei Haltestellen (Schwabhausen, Arnbach) an der Bahnstrecke Dachau–Altomünster, die von der S-Bahnlinie S2 des MVV angefahren werden.

### Bildung
Es gibt vier Kindergärten, eine Kinderkrippe, einen Kindertagesstätte und eine Grundschule.

### Feuerwehr
Die nichtpolizeiliche Gefahrenabwehr wird in Schwabhausen von der Freiwilligen Feuerwehr wahrgenommen. Dieser steht dafür ein Löschzug, ein Feuerwehrhaus sowie etwa fünfzig Freiwillige Feuerwehrleute zur Verfügung.

## Persönlichkeiten

### Söhne und Töchter der Gemeinde
- Veit Adam von Gepeckh (1584–1651), Fürstbischof von Freising 1618–1651
- Adolf Feulner (1884–1945), Kunsthistoriker, Museumsdirektor in Frankfurt am Main
- Josef Baumgartner (1923–2010), Politiker (BP)
- Manfred Schmidt (1936–2016), Jurist und Politiker
- Horst Kassner (1937–2019), Motorradrennfahrer

### Mit der Gemeinde verbundene Persönlichkeiten
- Jakob Neumann (1920–2009), Pädagoge